# 캄포트주

캄포트 주

캄포트주(크메르어: ខេតុកំពត)는 캄보디아 남부에 위치한 주로, 주도는 캄포트이며 인구는 585,110명(2008년 기준), 면적은 4,873km2, 인구밀도는 120.1명/km2이다.